# To był zamach
To był zamach – album zespołu Profanacja wydany w 2015 roku przez wydawnictwo Zima na CD. Utwory 2, 4 i 8 są nowymi aranżacjami starych piosenek zespołu.

## Skład
- Arkadiusz Bąk - śpiew, gitara basowa, teksty
- Sławomir Stec - gitara, chórki
- Jacek Michalski - perkusja

Gościnnie:
- Dawid Czarnomski / Carper - wokal (Demony)

## Lista Utworów
1. Intro
2. Chaos
3. To był zamach
4. Lęk
5. Poukładani
6. Zaginiony świat
7. Opowieść wigilijna
8. Płynę
9. Nie wszyscy mają dom
10. Inteligentny punk
11. Demony
12. Deratyzerata
13. Nigdy cię nie zapomnę
14. Na jeden moment
15. Wiemy, jak bardzo to boli